# Liliesleaf Farm

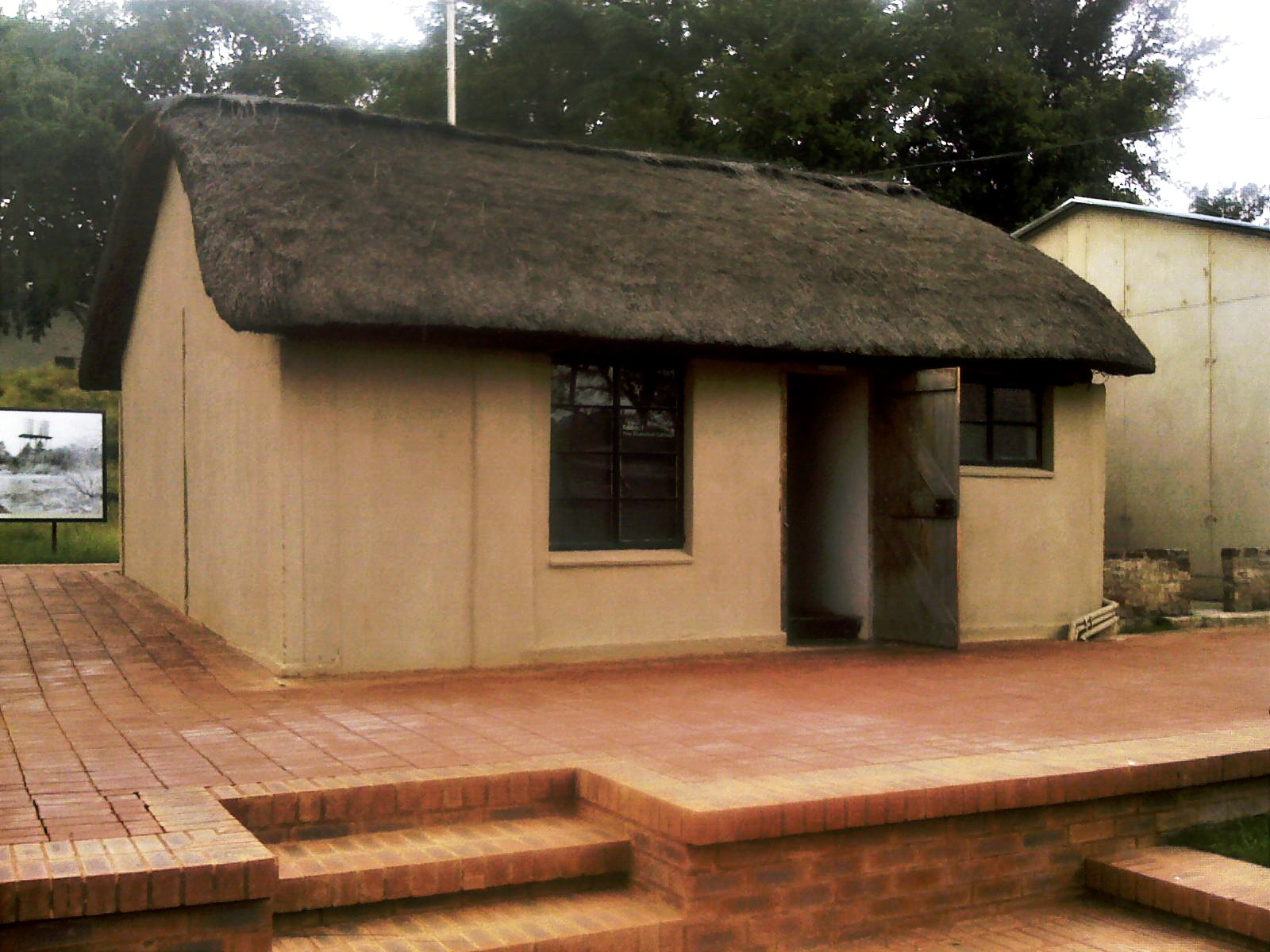
Den halmtäckta stugan på Liliesleaf Farm, där aktivister höll möte före räden.

Liliesleaf Farm, också Lilliesleaf Farm, är en tidigare lantgård nära förorten Rivonia i norra Johannesburgområdet i Sydafrika, som var en hemlig bas för aktivister inom African National Congress i början av 1960-talet och den plats där en stor del av ANC:s ledarskap arresterades den 11 juli 1963. 
År 1961 köptes Lilliesleaf Farm av Arthur Goldreich och Harold Wolpe för att tjäna som högkvarter för det underjordiska kommunistpartiet och ett gömställe för politiska flyktingar. Köpet skedde för pengar från Sydafrikanska kommunistpartiets kassa. funds. Nelson Mandela behövde en säker plats att arbeta från, och bodde där från oktober 1961 till januari 1962 under det fingerade namnet David Motsamayi som jordbruksarbetare i blåa arbetskläder med uppgift att se efter gården.
Natten till den 11 juli 1963 gjorde säkerhetspolisen en räd mot lantgården och fångade ett antal medlemmar av ANC:s väpnade gren Umkhonto we Sizwe (Nationens spjut), av vilka 17 häktades för sabotage. Dessa hade under dagen hållit ett möte i en halmtäckt stuga och överraskades av räden. Aktivisterna hade dock redan beslutat att skifta gömställe, och mötet var det avsett att vara det sista på Liliesleaf Farm. Vid tidpunkten för räden befann sig Nelson Mandela redan i fängelse, där han avtjänade ett flerårigt straff för förhållandevis ringa brott efter att ha blivit arresterad året innan. Vid räden fann polisen också dokument som var komprometterande för Nelson Mandela. Han blev av dessa skäl också anklagad och ställd inför domstol. Bland de arresterade var Ahmed Kathrada, Walter Sisulu, Govan Mbeki, Denis Goldberg och Arthur Goldreich.
Massarresteringen ledde till Rivoniarättegången mellan oktober 1963 och juni 1964, där åtta av de anklagade dömdes till straffarbete på Robben Island.

## Liliesleaf Farm idag
Liliesleaf Farm har idag blivit omgiven av bebyggelse i det expanderande Johannesburgs förorter. Den har byggnadsminnesförklarats och öppnades 2008 för besökande som museum. Byggnaderna har restaurerats till 1960-talsskick och inrymmer också konferenscentrum och ett arkiv.